# Jørgen Iversen (piłkarz)
Jørgen Iver Holm Iversen (ur. 1 maja 1918 w Kopenhadze, zm. 31 grudnia 1993 tamże) – duński piłkarz występujący na pozycji napastnika, reprezentant Danii w latach 1937–1940.

## Kariera klubowa
Grę w piłkę nożną rozpoczął w połowie lat 30. w zespole Esbjerg fB, dla którego w latach 1936–1938 rozegrał 56 spotkań i zdobył 15 bramek. Na początku 1938 roku, po otrzymaniu korzystnej oferty pracy, przeprowadził się do Kopenhagi, gdzie rozpoczął występy w Kjøbenhavns Boldklub. Z klubem tym wywalczył czterokrotnie mistrzostwo kraju w sezonach 1939/40, 1947/48, 1948/49 oraz 1949/50. Łącznie w latach 1938–1951 rozegrał dla Kjøbenhavns Boldklub na poziomie duńskiej ekstraklasy 172 mecze. W 1951 roku zakończył karierę zawodniczą.

## Kariera reprezentacyjna
12 września 1937 zadebiutował w reprezentacji Danii w przegranym 1:3 towarzyskim meczu z Polską w Warszawie, w którym zdobył bramkę. Ogółem w latach 1937–1940 rozegrał w drużynie narodowej 5 spotkań, w których strzelił 1 gola.

### Bramki w reprezentacji
| LP | Data             | Miejsce                            | Przeciwnik | Bramka | Rezultat | Ranga meczu     |
| -- | ---------------- | ---------------------------------- | ---------- | ------ | -------- | --------------- |
| 1. | 12 września 1937 | Stadion Wojska Polskiego, Warszawa | Polska     | 1:1    | 1:3      | Mecz towarzyski |

## Sukcesy
Kjøbenhavns Boldklub
- mistrzostwo Danii: 1939/40, 1947/48, 1948/49, 1949/50